# Khushal Khan Khattak
Khushal Khan Khattak, in lingua pashtu: خوشال خان خټک‎, anche noto come Khushal Baba (خوشال بابا‎), (Akora Khattak, 1613 – Tirah, 25 febbraio 1689), è stato un poeta e scrittore afghano, considerato il poeta nazionale dell'Afghanistan.

## Biografia

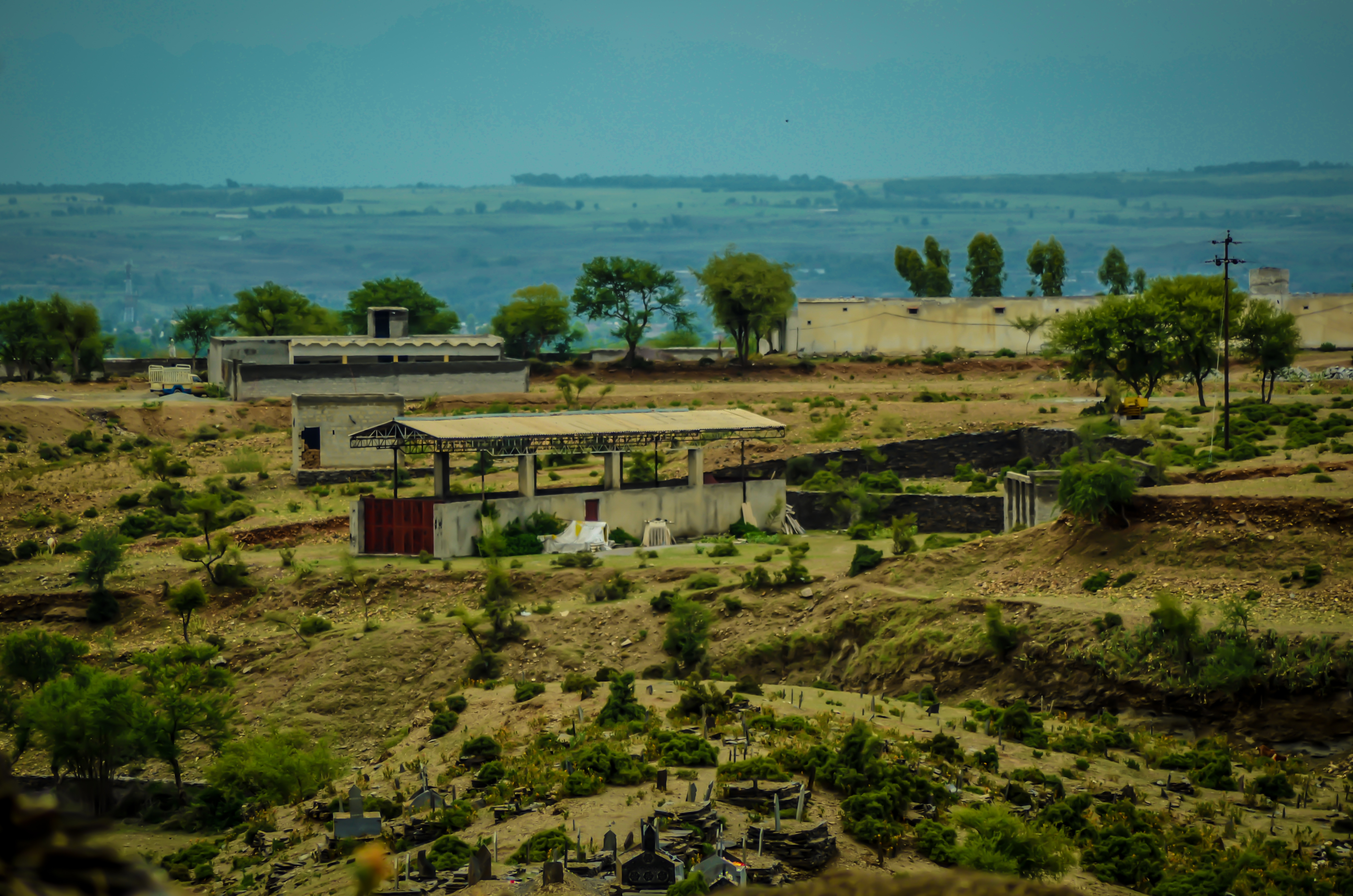
Akora Khattak, luogo di nascita di Khushal Khan Khattak

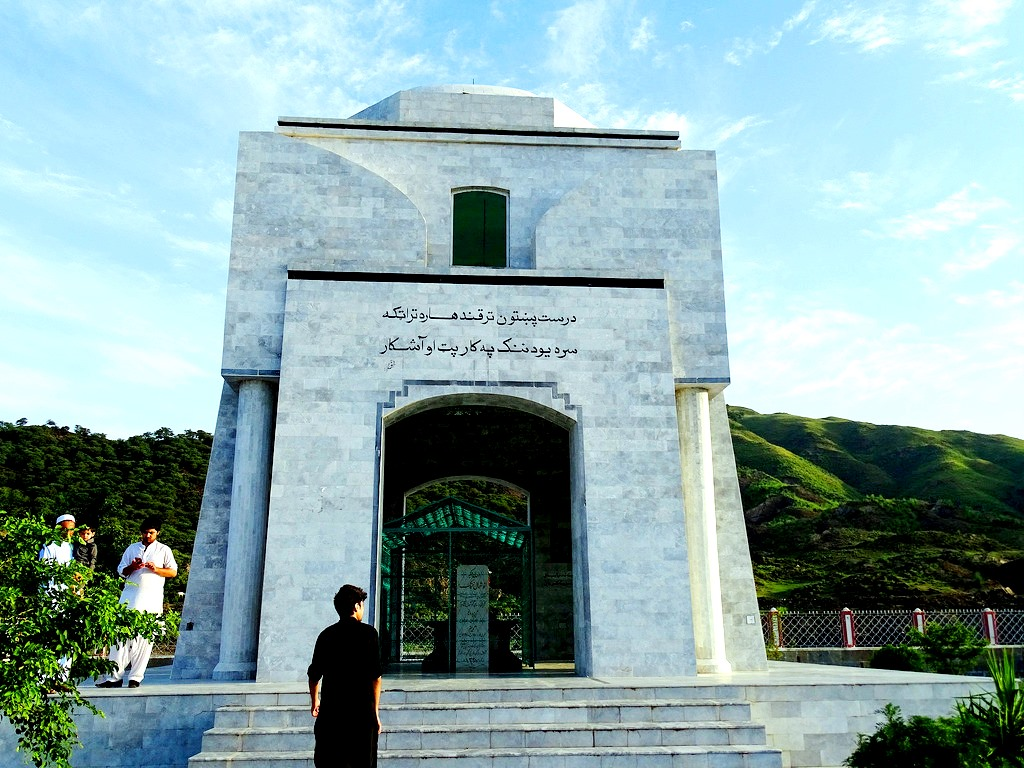
Tomba di Khushal Khan Khattak

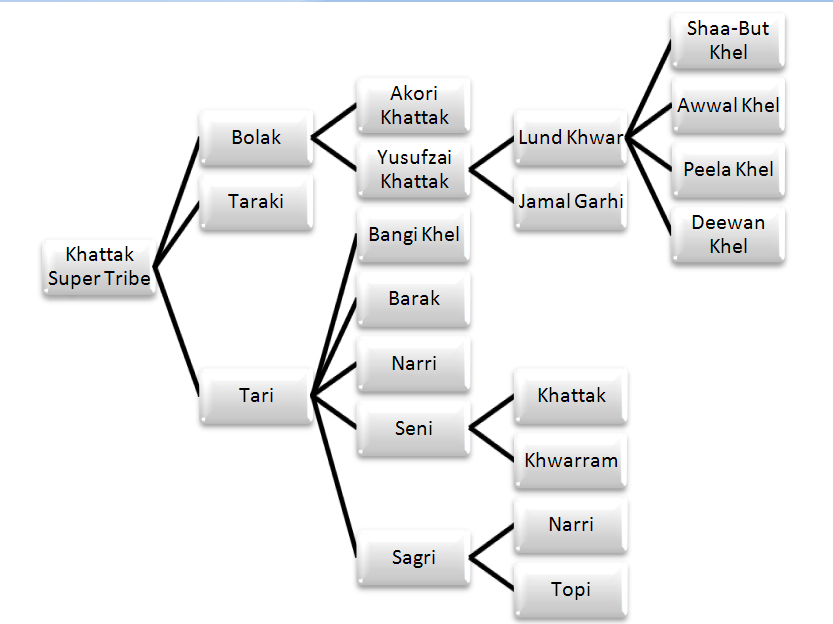
Albero genealogico della tribù afghana Khattak

Khushal Khan Khattak, figlio del capo tribù Shabbaz Khan, fu anche lui il leader della tribù afgana Khattak, sia come guerriero sia come letterato.
Suo padre educò Khushal Khan Khattak sia alla caccia e alla scherma sia alle discipline scientifiche, religiose, filosofiche, giuridiche, come la logica, l'astronomia, lo studio del Corano e del fiqh.Inoltre gli insegnò a conoscere la lingua pashtu oltre che il persiano.
Il padre rimase gravemente ferito in una battaglia con Yusufzis nel 1050, morì poco dopo e Khushal Khan Khattak assunse la carica di capo tribù, con l'approvazione del sovrano dell'impero Moghul Shah Jahan. Durante la sua vita adulta si impegnò soprattutto nel servizio del re Moghul, dato che era molto stimato dall'imperatore per la sua lealtà, astuzia politica e conoscenza.
Ha accompagnato Shah Jahan in numerose campagne militari e politiche.
Invece durante la sua vecchiaia si impegnò a realizzare l'unificazione dei pashtun, incoraggiando la rivolta contro l'impero Moghul, dopo la morte di Shah Jahan e la sua successione con il figlio Aurangzeb, promuovendo il nazionalismo pashtun attraverso la poesia e organizzando il suo popolo.
Khushal Khan Khattak è stato il primo ad esporre le idee sulla necessità di un'unità delle tribù pashtun per opporsi alle forze straniere e sulla indispensabilità di creare uno stato-nazione.
Per ottenere la libertà del suo popolo, Khushal Khan Khattak sfidò l'imperatore Moghul Aurangzeb, con il quale non ebbe buoni rapporti, e difatti fu imprigionato per due anni nella fortezza Gwaliar a Delhi.
Dopo che Khushhal fu autorizzato a tornare a Peshawar, incitò e organizzò i pashtun a ribellarsi, e sconfisse le truppe Mughal in molte battaglie. Fu un apprezzato guerriero e divenne noto come un "poeta guerriero afghano".
Molti studiosi orientalisti affermano che Khushal Khan Khattak fu, come William Shakespeare e Goethe, un grande conoscitore dell'uomo.
Khushal Khan Khattak è il padre della lingua letteraria afgana, ed è stato il capostipite di una famiglia di scrittori. Quindi fu l'iniziatore di una tradizione letteraria nel suo Paese.
Khushal Khan Khattak si dedicò sia alla poesia, componendo circa quattrocentomila versi in oltre quarantacinquemila poesie, sia alla prosa, per un totale di circa duecento libri, e gli scritti sopravvissuti nei secoli, dimostrano un'influenza della scuola letteraria persiana, anche se, soprattutto nella prosa, seguì uno stile personale, sincero, semplice, più vicino alle abitudini e allo stile di vita tribale, oltre che alla lingua parlata dal suo popolo.
Khushal Khan Khattak scrisse molte opere in pashtu, ma anche alcune in persiano.
Khushal Khan è ricordato soprattutto per la sua poesia, ma ha anche scritto altri libri su vari argomenti che vanno dai diari di viaggio, alla geografia, alla medicina popolare, alla legge islamica, alle sue esperienze di vita.
Tra gli argomenti principali dei suoi scritti vi sono l'amore per la bellezza, l'onore e la giustizia, oltre che il suo desiderio di realizzare un'unità Pakhtun contro i Mogol.
La sua tomba reca l'iscrizione: «Ho preso la spada per difendere l'orgoglio degli afgani, sono Khushal Khattak, l'uomo onorevole del tempo».
La tribù Khattak di Khushhal Khan ora vive nelle zone di Kohat, Peshawar e Mardan.